# Взрывы казарм миротворцев в Бейруте
Взрывы казарм миротворцев в Бейруте — диверсионные акции, направленные против воинских подразделений США и Франции, выполнявших миротворческую миссию в Ливане в ходе местной гражданской войны 1975—1990 годов. Одна из крупнейших диверсионных атак в новейшей истории — жертвами стали 307 человек.

## Морская пехота в Ливане
Гражданская война в Ливане с перерывами шла с 1975 года. 6 июня 1982 года в страну вторглась израильская армия, перед которой была поставлена задача уничтожить расположенную в Ливане инфраструктуру Организации освобождения Палестины, включая её штаб-квартиру в Бейруте. Двухмесячная осада Бейрута завершилась вынужденной эвакуацией ООП из страны, однако её местные союзники остались и продолжили своё участие в конфликте.
14 сентября в результате теракта погиб новоизбранный президент Ливана Башир Жмайель. В ответ израильская армия вступила в Западный Бейрут, который после ухода ООП некому было защищать, под предлогом предупреждения возможных беспорядков. Христиане-фалангисты из партии «Катаиб», местные союзники Израиля, воспользовались этим, чтобы отомстить палестинцам за резню в Дамуре в 1976 году, войдя в лагеря палестинских беженцев Сабра и Шатила и убив сотни мирных жителей. После этого для восстановления стабильности в страну были направлены международные миротворческие силы в составе воинских подразделений США, Франции, Италии и Великобритании.
Американский контингент состоял из одного батальона морской пехоты, расквартированного в большом четырёхэтажном здании на территории Бейрутского международного аэропорта. Морские пехотинцы заняли нейтральную позицию в конфликте, что подтверждается рядом инцидентов между ними и израильской армией, в одном из которых американский офицер остановил продвижение израильской танковой колонны, угрожая применением оружия. В конце августа 1983 года ситуация в Ливане резко обострилась. Всё чаще вспыхивали перестрелки между враждующими сторонами, а позиции морской пехоты стали подвергаться постоянным миномётным обстрелам, в результате которых у миротворцев появились потери.

## Взрывы
Около 6 часов 20 минут утра воскресенья 23 октября 1983 года грузовик Мерседес-Бенц въехал на территорию Бейрутского аэропорта. Он был похож на грузовик, доставлявший в штаб морской пехоты воду, поэтому не вызвал подозрения у часовых. Грузовик дважды объехал стоянку возле штаба, затем внезапно резко ускорился и направился к незапертым задним воротам. Часовые открыли огонь с запозданием, поскольку согласно правилам ведения боя для миротворческой операции в Ливане держали своё оружие незаряженным. Грузовик прорвался через заграждение из колючей проволоки, ворота, и врезался в здание.
Грузовик был загружен более чем 5 тоннами взрывчатки ТНТ. В результате взрыва здание штаба морской пехоты полностью обрушилось, погребя под обломками 400 спящих американских солдат. Спустя примерно 20 секунд после взрыва аналогичной атаке подвергся штаб французских миротворцев, который также был уничтожен.

## Жертвы
Спасательные работы на обломках продолжались несколько дней, несмотря на то, что солдаты, разбиравшие завалы, периодически подвергались снайперскому огню.
В результате террористических атак на штабы американского и французского миротворческих контингентов погибли 241 военнослужащий США и 58 военнослужащих Франции. Атака на казармы морской пехоты в Бейруте остаётся наиболее смертоносным нападением на граждан США за пределами страны после окончания Второй мировой войны.

## Последствия
Места проведения террористических акций посетили американский вице-президент Джордж Буш и французский президент Франсуа Миттеран. Руководства США и Франции твёрдо заявили о своих намерениях продолжать миротворческую операцию в Ливане, несмотря на потери.
Организаторы терактов остались неизвестны. Ответственность за атаки взяло на себя шиитское Свободное исламское революционное движение (по сути не являвшееся организацией до 1985 года). 4 ноября террорист-смертник протаранил штаб израильской контрразведки в Тире, что привело к гибели примерно 30 израильтян и такого же числа ливанских заключённых. 17 ноября французская авиация нанесла бомбовые удары по позициям шиитских боевиков и иранских «стражей исламской революции» в долине Баальбек, что было возмездием за взрыв французского штаба. США не предприняли никаких ответных мер против предполагаемых организаторов взрыва.
В феврале 1984 года США, Франция, Италия и Великобритания вывели свои войска из Ливана, в чём не последнюю роль сыграли атаки 23 октября. В организации терактов подозревали «Хезболлу» (в частности Имада Мугния) и стоящий за ней Иран, однако в 2001 году Каспар Уайнбергер, бывший в период ливанской операции министром обороны США, признал, что достоверной информации об организаторах атак нет до сих пор. Тем не менее, в 2003 году американский окружной судья Ройс Ламберт вынес решение по иску семей погибших военнослужащих, обвинив в подготовке акции Исламскую Республику Иран. В качестве доказательства фигурировало перехваченное Агентством национальной безопасности сообщение из штаба иранской разведки в Тегеране иранскому послу в Дамаске, в котором посла просили связаться с лидером ливанского шиитского движения «Амаль» для подготовки «эффектной акции» против морских пехотинцев США.
Некоторые авторы сравнивают взрыв казарм в Бейруте с терактами 11 сентября 2001 года. Боб Джордан, основатель организации «Бейрутские ветераны Америки», заявил: «Бейрут был первой крупной атакой в ходе того, что теперь стало Третьей мировой войной».

### Ликвидация организаторов диверсии
10 октября 2017 года Фуад Шукр был добавлен Госдепом США в программу «Вознаграждения за правосудие» из-за того, что тот был ключевой фигурой в организации взрывов. Шукр был ликвидирован в результате израильского авиаудара в Бейруте 30 июля 2024 года. Другой сыгравший центральную роль в организации взрывов, Ибрагим Акил, за которого также была назначена награда по той же причине, был ликвидирован в результате отдельного израильского авиаудара 20 сентября 2024 года. В ответ на действия Израиля Президент Франции Эммануэль Макрон заявил, что Израиль склоняет регион к войне.